# Family Tree
Family Tree — альбом-сборник неизданных вещей английского фолк-музыканта Ника Дрейка, записанных им в конце 60-х гг. в домашних условиях на катушечный магнитофон в его семейном доме в деревне Тануорт-ин-Арден и во французском городе Экс-ан-Прованс. Издан в 2007 году. Альбом включает также две песни для фортепиано, написанных и исполненных его матерью Молли Дрейк.

## Список композиций
1. «Come In To The Garden (introduction)» — 0:31
2. «They’re Leaving Me Behind» — 3:16
3. «Time Piece» — 0:43
4. «Poor Mum» (исполняет Молли Дрейк) — 1:38
5. «Winter Is Gone» (народная песня) — 2:42
6. «All My Trials» (народная песня) (дуэт с Габриэль Дрейк) — 1:55
7. «Kegelstatt Trio (for clarinet, viola and piano)» (Моцарт) — 1:14
8. «Strolling Down the Highway» (Берт Янш) — 2:50
9. «Paddling In Rushmere» (народная песня) — 0:24
10. «Cocaine Blues» (народная песня) — 2:59
11. «Blossom» — 2:41
12. «Been Smokin' Too Long» (Робин Фредерик) — 2:13
13. «Black Mountain Blues» (народная песня) — 2:37
14. «Tomorrow is a Long Time» (Боб Дилан) — 3:40
15. «If You Leave Me» (Дейв ван Ронк) — 2:04
16. «Here Come The Blues» (Джексон Фрэнк) — 3:53
17. «Sketch, Pt. 1» — 0:59
18. «Blues Run The Game» (Джексон Фрэнк) — 2:25
19. «My Baby’s So Sweet» (народная песня) — 1:45
20. «Milk And Honey» (Джексон Фрэнк) — 3:00
21. «Kimbie» (народная песня) — 3:26
22. «Bird Flew By» — 2:54
23. «Rain» — 3:07
24. «Strange Meeting II» — 4:27
25. «Day Is Done» — 2:20
26. «Come Into The Garden» — 1:59
27. «Way to Blue» — 2:51
28. «Do You Ever Remember?» (исполняет Молли Дрейк) — 1:37

## Над альбомом работали
- Записано — Ник Дрейк (треки 1 — 3, 5, 7, 8, 10 — 23, 24, 26), Родни Дрейк (4, 6, 7, 9, 28)
- Инжиниринг — Джон Вуд, Роберт Кирби, Робин Фредерик
- Мастеринг — Саймон Хейуорт
- Подбор композиций — Кэлли Кэлломон